# Reformierte Kirche Heiden AR

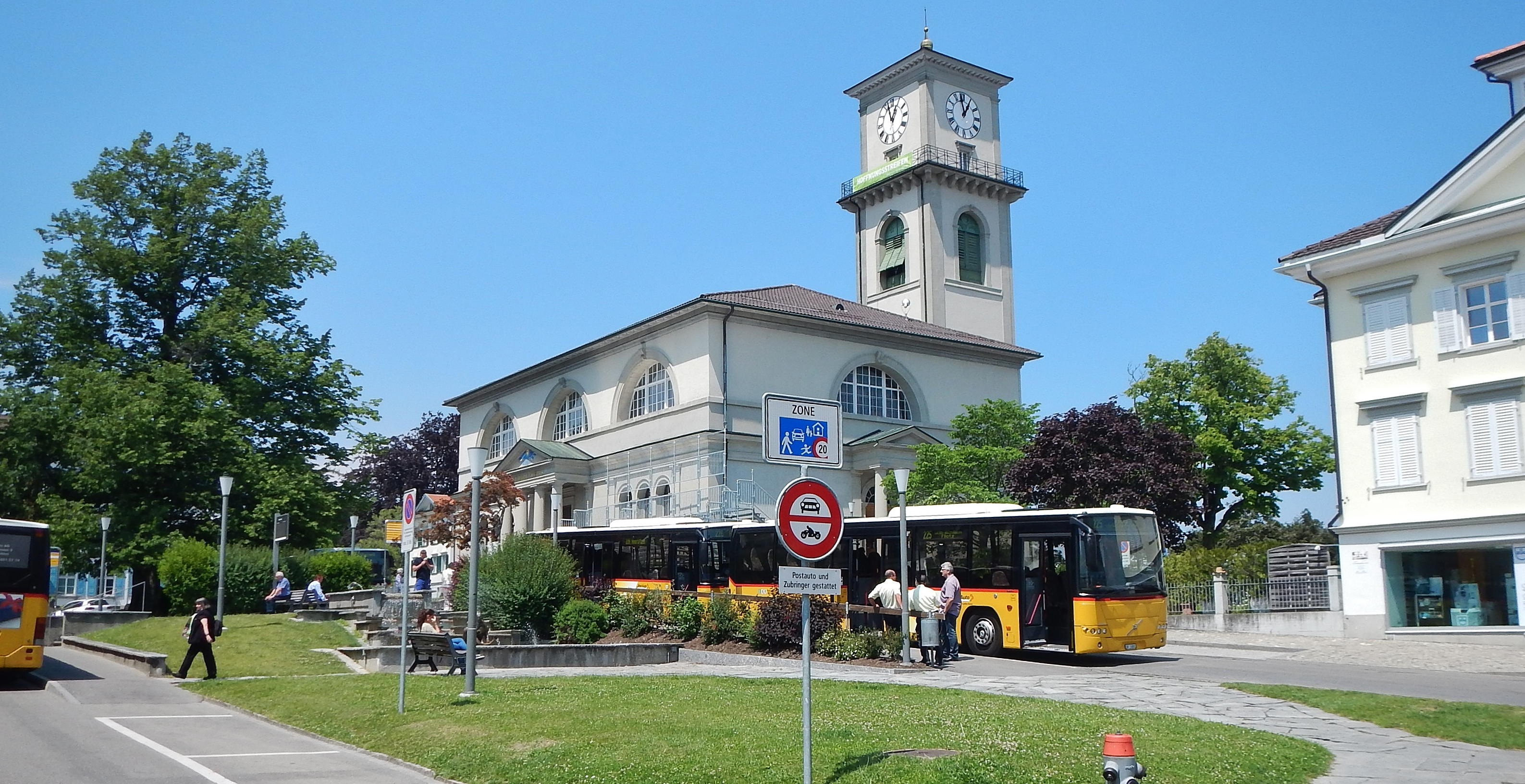
Kirche Heiden (2014)

Die Reformierte Kirche Heiden ist ein Kirchengebäude in der Gemeinde Heiden AR, Schweiz.

## Geschichte
Seit 1612 existiert in Heiden eine reformierte Kirche. Die heutige Kirche wurde von Felix Wilhelm Kubly 1837–1839 im klassizistischen Stil errichtet. Wie seine fünf Jahre später realisierte Reformierte Kirche Wattwil ist das Gebäude als Querkirche angelegt. Nach einem Brand erhielt die Kirche 1936 ein neues, flaches Walmdach. Ausserdem wurde das Gebäude im Innern zur Längskirche umgestaltet.

## Beschreibung
Die Fassaden des Kirchenschiffs werden durch ein Gebälk in zwei Geschosse gegliedert. Die Hauptfassade weist einen viersäuligen Portikus auf, der von sechs Rundbogenfenstern flankiert wird. Den Seiteneingängen auf den Schmalseiten ist jeweils ein zweisäuliger Portikus vorgelagert. Das Obergeschoss wird auf allen Seiten durch grosszügige Halbrundfenster geprägt, die eine typisch klassizistische Sprossengliederung aufweisen. 
Der 40 Meter hohe Kirchturm verfügt über einen Glockenstuhl und eine Turmuhr. Vom dazwischenliegenden Geschoss aus gelangt man auf einen umlaufenden Balkon, der von Volutenkonsolen getragen wird. Den Abschluss bildet ein flaches Zeltdach. Der Turm kann in den Sommermonaten besichtigt werden.
Im Glockenstuhl des Turms hängen vier Glocken, die im Jahr 1840	von Josef Anton Grassmayr, Feldkirch gegossen wurden:
| Glocke | Name                                         | Gewicht | Schlagton |
| ------ | -------------------------------------------- | ------- | --------- |
| 1      | Männerglocke / Sturmglocke                   | 4050 kg | A°        |
| 2      | Frauenglocke / Morgen-, Mittag-, Abendglocke | 2700 kg | cis′      |
| 3      | Bubenglocke / Vesperglocke                   | 1160 kg | e′        |
| 4      | Kinderglocke                                 | 0550 kg | a′        |

Der Innenraum wird stark durch den schwungvollen Orgelprospekt von 1936 und das darüber befindliche Farbglasfenster geprägt. Der Kanzelkorb ist seitlich an den Orgelprospekt angefügt. Auf der Turmseite befindet sich eine Empore.
Die Orgel wurde 1938 von der Manufaktur Orgelbau Kuhn aus Männedorf eingebaut, nachdem ein Brand das vorige Instrument von 1911 völlig zerstört hatte. Zunächst hatte sie 31 Register auf zwei Manualen und Pedal. Später wurde sie auf 33 Register auf drei Manualen aufgestockt. 1970 wurde sie anlässlich einer Revision von Orgelbau Ziegler-Heberlein umgebaut und auf 47 Register erweitert. Die bisher letzte Generalrevision mit klanglichen Veränderungen wurde durch Orgelbau Goll AG, Luzern vorgenommen. Ein neuer Spieltisch hat nun vier Manuale, mit denen nun 52 Register angespielt werden können.

## Fussnoten
1. ↑  SRF – Glocken der Heimat: Heiden, reformierte Kirche
2. ↑  Orgelverzeichnis Schweiz und Liechtenstein: Ref. Kirche, Orgel 2016 Heiden AR; hier auch die Disposition sowie die Orgelgeschichte und Abbildungen

Koordinaten: 47° 26′ 42″ N, 9° 32′ 5,9″ O; CH1903: 758100 / 257025